# Collegio elettorale di Empoli (Camera dei deputati)
Il collegio di Empoli fu un collegio elettorale uninominale della Repubblica Italiana per l'elezione della Camera dei deputati. Apparteneva alla circoscrizione Toscana e fu utilizzato per eleggere un deputato nella XII, XIII e XIV legislatura.
Venne istituito nel 1993 con la cosiddetta Legge Mattarella (Legge n. 277, Nuove norme per l'elezione della Camera dei deputati), attuata in seguito al referendum abrogativo del 1993. La legge istituì per la Camera dei deputati e per il Senato della Repubblica un sistema di elezione misto, in parte maggioritario e in parte proporzionale. Il 75% dei parlamentari dell'assemblea veniva eletto in collegi uninominali tramite sistema maggioritario a turno unico; il restante 25% alla Camera veniva eletto tramite sistema proporzionale con liste bloccate.
Il collegio venne abolito insieme a tutti gli altri che costituivano la Camera con la promulgazione della legge elettorale successiva, la cosiddetta Legge Calderoli. Questa prevedeva un sistema proporzionale con premio di maggioranza, che alla Camera veniva attribuito a livello nazionale.

## Territorio
Il collegio di Empoli era uno dei 29 collegi uninominali in cui era suddivisa la Toscana e, come previsto dal D.Lgs. del 20 dicembre 1993 n. 536, era interamente compreso nella provincia di Firenze e comprendeva i seguenti comuni: Castelfiorentino, Cerreto Guidi, Certaldo, Empoli, Fucecchio, Gambassi Terme, Montaione e Montespertoli.

## Eletti
| Elezione | Elezione | Deputato           | Partito            |
| -------- | -------- | ------------------ | ------------------ |
|          | 1994     | Vassili Campatelli | Progressisti (PDS) |
|          | 1996     | Vassili Campatelli | L'Ulivo (PDS)      |
|          | 2001     | Alberto Fluvi      | L'Ulivo (DS)       |

## Dati elettorali

### XII legislatura

#### Risultati proporzionale
| Coalizioni        | Coalizioni                      | Liste                                 | Liste                              | Voti   | %     |
| ----------------- | ------------------------------- | ------------------------------------- | ---------------------------------- | ------ | ----- |
|                   | Progressisti                    |                                       | Partito Democratico della Sinistra | 45.405 | 48,70 |
|                   | Progressisti                    | Rifondazione Comunista                | 11.185                             | 12,00  |       |
|                   | Progressisti                    | Federazione dei Verdi                 | 1.701                              | 1,82   |       |
|                   | Progressisti                    | Partito Socialista Italiano           | 1.606                              | 1,72   |       |
|                   | Progressisti                    | Alleanza Democratica                  | 944                                | 1,01   |       |
|                   | Progressisti                    | Movimento per la Democrazia - La Rete | 747                                | 0,80   |       |
| Totale coalizione | Totale coalizione               | 61.588                                | 66,05                              |        |       |
|                   | Polo delle Libertà              |                                       | Forza Italia                       | 10.867 | 11,66 |
|                   | Polo delle Libertà              | Lega Nord                             | 1.459                              | 1,56   |       |
| Totale coalizione | Totale coalizione               | 12.326                                | 13,22                              |        |       |
|                   | Patto per l'Italia              |                                       | Partito Popolare Italiano          | 6.417  | 6,88  |
|                   | Patto per l'Italia              | Patto Segni                           | 4.031                              | 4,32   |       |
| Totale coalizione | Totale coalizione               | 10.448                                | 11,20                              |        |       |
|                   | Alleanza Nazionale              | Alleanza Nazionale                    | Alleanza Nazionale                 | 6.191  | 6,64  |
|                   | Lista Pannella                  | Lista Pannella                        | Lista Pannella                     | 2.138  | 2,29  |
|                   | Socialdemocrazia per le Libertà | Socialdemocrazia per le Libertà       | Socialdemocrazia per le Libertà    | 415    | 0,45  |
|                   | Insieme per lo Sviluppo         | Insieme per lo Sviluppo               | Insieme per lo Sviluppo            | 128    | 0,14  |
| Totale            | Totale                          | Totale                                | Totale                             | 93.234 |       |

#### Risultati uninominale
|                               | Vassili Campatelli ✔️ Eletto | Progressisti                             | 58 609 | 64,29 |  |  |  |  |  |
|                               | Pietro Pozzolini             | Polo delle Libertà (FI - LN - CCD - UDC) | 15 311 | 16,80 |  |  |  |  |  |
|                               | Daniele Neri                 | Patto per l'Italia                       | 10 071 | 11,05 |  |  |  |  |  |
|                               | Maurizio Rossi               | Alleanza Nazionale                       | 7 168  | 7,86  |  |  |  |  |  |
| Totale                        | Totale                       | Totale                                   | 91 159 | 100   |  |  |  |  |  |
|                               |                              |                                          |        |       |  |  |  |  |  |
| Fonte: Ministero dell'interno |                              |                                          |        |       |  |  |  |  |  |

### XIII legislatura

#### Risultati proporzionale
| Coalizioni        | Coalizioni                         | Liste                                     | Liste                              | Voti   | %     |
| ----------------- | ---------------------------------- | ----------------------------------------- | ---------------------------------- | ------ | ----- |
|                   | L'Ulivo                            |                                           | Partito Democratico della Sinistra | 45.359 | 49,44 |
|                   | L'Ulivo                            | Popolari per Prodi (PPI-SVP-PRI-UD-Prodi) | 3.783                              | 4,12   |       |
|                   | L'Ulivo                            | Rinnovamento Italiano                     | 2.897                              | 3,16   |       |
|                   | L'Ulivo                            | Federazione dei Verdi                     | 1.508                              | 1,64   |       |
| Totale coalizione | Totale coalizione                  | 53.547                                    | 58,36                              |        |       |
|                   | Polo per le Libertà                |                                           | Forza Italia                       | 9.946  | 10,84 |
|                   | Polo per le Libertà                | Alleanza Nazionale                        | 9.430                              | 10,28  |       |
|                   | Polo per le Libertà                | CCD-CDU                                   | 3.403                              | 3,71   |       |
| Totale coalizione | Totale coalizione                  | 22.779                                    | 24,83                              |        |       |
|                   | Progressisti                       |                                           | Rifondazione Comunista             | 11.743 | 12,80 |
|                   | Lega Nord                          | Lega Nord                                 | Lega Nord                          | 1.400  | 1,53  |
|                   | Lista Pannella - Sgarbi            | Lista Pannella - Sgarbi                   | Lista Pannella - Sgarbi            | 865    | 0,94  |
|                   | Partito Socialista                 | Partito Socialista                        | Partito Socialista                 | 610    | 0,66  |
|                   | Movimento Sociale Fiamma Tricolore | Movimento Sociale Fiamma Tricolore        | Movimento Sociale Fiamma Tricolore | 389    | 0,42  |
|                   | Movimento Autonomista Toscano      | Movimento Autonomista Toscano             | Movimento Autonomista Toscano      | 221    | 0,24  |
|                   | Partito Umanista                   | Partito Umanista                          | Partito Umanista                   | 148    | 0,16  |
|                   | Mani Pulite                        | Mani Pulite                               | Mani Pulite                        | 47     | 0,05  |
| Totale            | Totale                             | Totale                                    | Totale                             | 91.749 |       |

#### Risultati uninominale
|                               | Vassili Campatelli ✔️ Eletto | L'Ulivo             | 64 871 | 71,80 |  |  |  |  |  |
|                               | Enrico Nistri                | Polo per le Libertà | 23 228 | 25,71 |  |  |  |  |  |
|                               | Antonio Lelli                | Lega Nord           | 2 249  | 2,49  |  |  |  |  |  |
| Totale                        | Totale                       | Totale              | 90 348 | 100   |  |  |  |  |  |
|                               |                              |                     |        |       |  |  |  |  |  |
| Fonte: Ministero dell'interno |                              |                     |        |       |  |  |  |  |  |

### XIV legislatura

#### Risultati proporzionale
| Coalizioni        | Coalizioni              | Liste                                 | Liste                   | Voti   | %     |
| ----------------- | ----------------------- | ------------------------------------- | ----------------------- | ------ | ----- |
|                   | L'Ulivo                 |                                       | Democratici di Sinistra | 38.206 | 41,91 |
|                   | L'Ulivo                 | La Margherita (Dem - PPI - RI- UDEUR) | 11.903                  | 13,06  |       |
|                   | L'Ulivo                 | Comunisti Italiani                    | 2.686                   | 2,95   |       |
|                   | L'Ulivo                 | Il Girasole (FdV - SDI)               | 1.349                   | 1,48   |       |
| Totale coalizione | Totale coalizione       | 54.144                                | 59,40                   |        |       |
|                   | Casa delle Libertà      |                                       | Forza Italia            | 14.756 | 16,19 |
|                   | Casa delle Libertà      | Alleanza Nazionale                    | 8.785                   | 9,64   |       |
|                   | Casa delle Libertà      | CCD-CDU                               | 1.641                   | 1,80   |       |
|                   | Casa delle Libertà      | Nuovo PSI                             | 592                     | 0,65   |       |
|                   | Casa delle Libertà      | Lega Nord                             | 438                     | 0,48   |       |
| Totale coalizione | Totale coalizione       | 26.212                                | 28,76                   |        |       |
|                   | Rifondazione Comunista  | Rifondazione Comunista                | Rifondazione Comunista  | 6.739  | 7,39  |
|                   | Lista Di Pietro         | Lista Di Pietro                       | Lista Di Pietro         | 1.929  | 2,12  |
|                   | Lista Pannella - Bonino | Lista Pannella - Bonino               | Lista Pannella - Bonino | 1.180  | 1,29  |
|                   | Democrazia Europea      | Democrazia Europea                    | Democrazia Europea      | 725    | 0,80  |
|                   | Comunismo               | Comunismo                             | Comunismo               | 183    | 0,20  |
|                   | Abolizione scorporo     | Abolizione scorporo                   | Abolizione scorporo     | 44     | 0,05  |
| Totale            | Totale                  | Totale                                | Totale                  | 91.156 |       |

#### Risultati uninominale
|                               | Alberto Fluvi ✔️ Eletto | L'Ulivo            | 60 537 | 67,21 |  |  |  |  |  |
|                               | Guido Sensi             | Casa delle Libertà | 24 978 | 27,73 |  |  |  |  |  |
|                               | Antonietta Esse         | Lista Di Pietro    | 2 602  | 2,89  |  |  |  |  |  |
|                               | Maria Grazia Maestrelli | Democrazia Europea | 1 954  | 2,17  |  |  |  |  |  |
| Totale                        | Totale                  | Totale             | 90 071 | 100   |  |  |  |  |  |
|                               |                         |                    |        |       |  |  |  |  |  |
| Fonte: Ministero dell'interno |                         |                    |        |       |  |  |  |  |  |